# Игленик при Велики Локи
Игленик при Велики Локи (словен. Iglenik pri Veliki Loki) је насељено место у општини Требње, регија Југоисточна Словенија, Словенија.

## Историја
До територијалне реорганизације у Словенији био је у саставу старе општине Требње.

## Становништво
У попису становништва из 2011. године, Игленик при Велики Локи је имао 57 становника.
| Број становника према пописима | Број становника према пописима | Број становника према пописима |
| ------------------------------ | ------------------------------ | ------------------------------ |
| 1991                           | 2002                           | 2011                           |
| 54                             | 52                             | 57                             |

Напомена: До 1953. исказивано под именом Игленик.